# Houplin-Ancoisne

Houplin-Ancoisne este o comună în departamentul Nord, Franța. În 1 ianuarie 2022 avea o populație de 3.301 de locuitori.